# Kakrarahu
Kakrarahu är ett litet skär i Moonsund utanför Estlands västkust. Den ligger i Ridala kommun i Läänemaa, 110 km sydväst om huvudstaden Tallinn. Arean är 0,02 kvadratkilometer.
Terrängen på Kakrarahu är mycket platt, öns högsta punkt ligger endast en meter ovan havsnivån. Strax söder om Kakrarahu ligger skäret Väike Kakrarahu (Lilla Kakrarahu). Kakrarahu ligger 600 meter från det estländska fastlandet och udden Puise nina. Utanför Kakrarahu ligger öarna Kumari saar och Sipelgarahu.
Inlandsklimat råder i trakten. Årsmedeltemperaturen i trakten är 5 °C. Den varmaste månaden är augusti, då medeltemperaturen är 16 °C, och den kallaste är januari, med −6 °C.